# Angelo Senna
Angelo Senna (Milano, 1º aprile 1866 – Firenze, 15 marzo 1952) è stato un biologo italiano.

## Biografia
Angelo Senna svolse la sua attività scientifica a Firenze, presso l'Istituto di studi superiori e il Museo Zoologico la Specola. Si laureò in Biologia nel 1892 e divenne assistente dell'Istituto di Zoologia e Anatomia degli Invertebrati presso l'Istituto di Studi Superiori Pratici e di Perfezionamento di Firenze, diretto allora da Adolfo Targioni Tozzetti e dal 1921 fu direttore dell’Istituto di Zoologia della Specola.
Si occupò di crostacei decapodi e anfipodi, tra cui quelli raccolti dalla prima crociera oceanografica italiana nel Mediterraneo, di chirotteri e di coleotteri brentidi, acquistando fama di specialista a livello mondiale e descrivendo molte nuove specie. 
Studiò i microchirotteri scrivendone la voce nel 1937 per l'Enciclopedia Treccani.

## Opere
- Angelo Senna, Esplorazioni abissali nel Mediterraneo del R. piroscafo Washington nel 1881, Bullettino della Società entomologica italiana. Anno XXXIV. Trimestre I, IV, 1902.
- Angelo Senna, Le farfalle: atlante di 24 tavole doppie con 349 figure, Hoepli, 1912
- Angelo Senna, MESODERES. NOTE IX. of Brenthidae. Dr. Angelo Senna. Mesoderes. genus Taphroderinarum. convexum, pilosum. lineato-transversum. subimpressum. On-line in pdf su docplayer.net